# Піркко Вахтеро
Піркко Вахтеро (фін. Pirkko Vahtero; 16 грудня 1936 рік, Кеуруу, Центральна Фінляндія (Кескі-Суомі) — 22 лютого 2025) — фінська художниця поштових марок, дизайнерка, геральдистка.
Одна з найбільш продуктивних художниць марок Фінляндії. Автор низки фінських поштових марок та цінних паперів. Їй належать перші фінські різдвяні марки (1973 рік).
Після створення власної першої марки в 1972 році на честь 100-річчя Фінського національного театру, створила близько сто сорок фінських марок. Крім того, вона також розробила поштові марки на замовлення інших країн. Наприклад, для Венесуели, Данії, Ісландії, Коста-Рики, Кувейту, Лівану, Норвегії, Сальвадору, Швеції та інших. Також, Вахтеро одна з перших, хто почав створювати марки Аландських островів.
Роботи Піркко Вахтеро удостоєні великої кількості міжнародних нагород, декілька разів були визнані найбільш красивими марками Фінляндії.

## Поштові марки Піркко Вахтеро

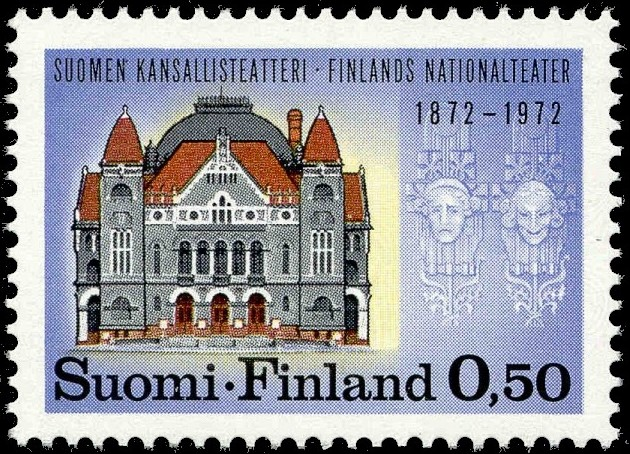
1972
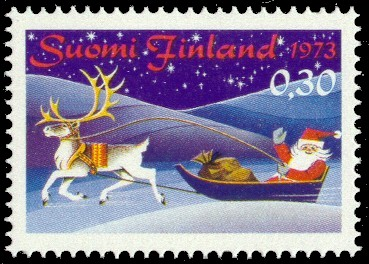
Перша фінська різдвяна марка 1973
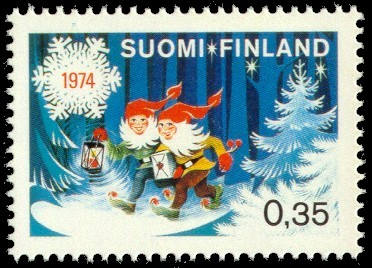
1974
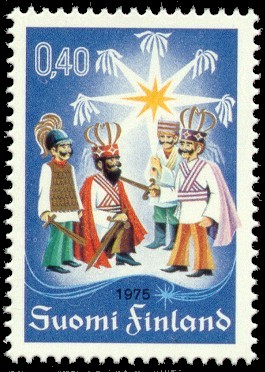
1975
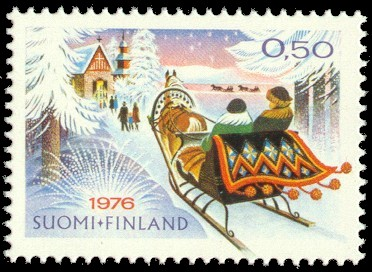
1976
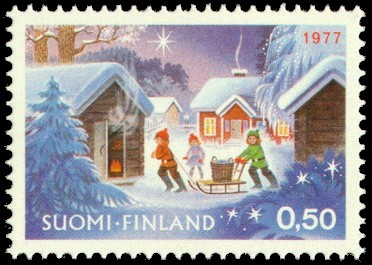
1977
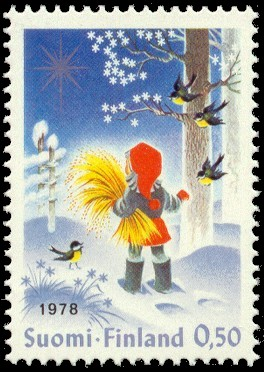
1978
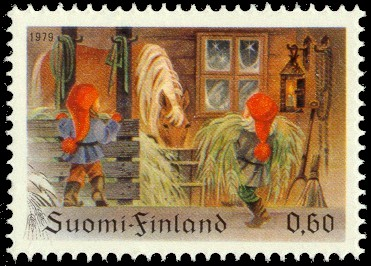
1979
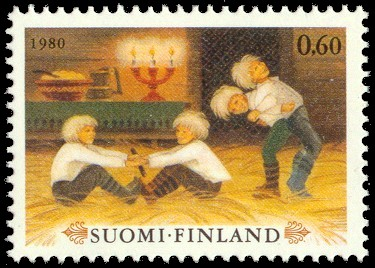
1980
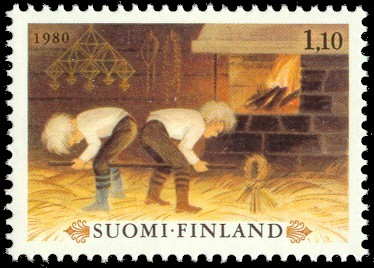
1980
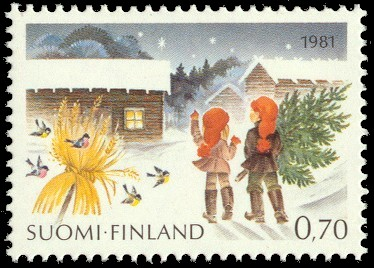
1981
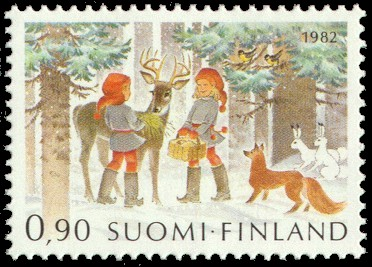
1982
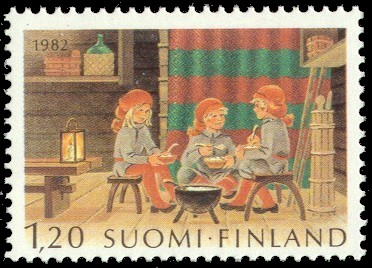
1982
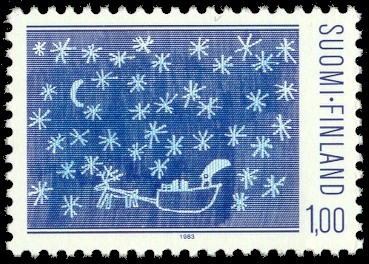
1983
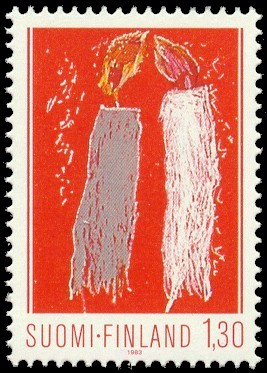
1983
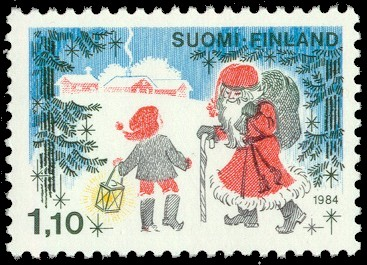
1984
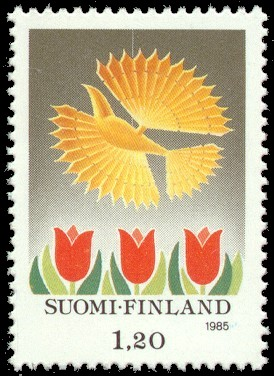
1985
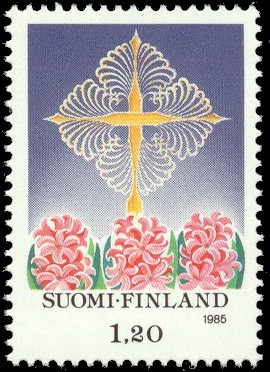
1985